# Меланит
Меланит (от др.-греч. μέλας — «чёрный») — минерал, непрозрачная разновидность андрадита чёрного цвета. Назван Абраамом Готлобом Вернером в 1799 году. Относится к группе гранатов, содержит TiO2 (до 11,5% по массе; обычно около 5% или меньше). Образует одиночные или собранные в друзы идиоморфные кристаллы, может встречаться в виде ксеноморфных зёрен и плотных зернистых скоплений. Находит незначительное применение в ювелирном деле. Основные месторождения — в России(Бассейн реки Вилюй, Мирнинский район, Якутия), Казахстане, Германии (Кайзерштуле).

Встречается в щелочных интрузивных породах (нефелиновые сиениты, фонолиты) и карбонатитах, в дайках щелочно-ультраосновного состава. Иногда меланиты называют титан-андрадитами.